# Pfarrhaus Amtsstraße 9 (Zarrentin)
Das Pfarrhaus Amtsstraße 9, heute Gemeindehaus, in Zarrentin am Schaalsee (Mecklenburg-Vorpommern) steht unter Denkmalschutz.

## Geschichte
Das ein- und zweigeschossige verklinkerte historisierende Gebäude mit den beiden markanten seitlichen zweigeschossigen Giebelrisaliten sowie die Scheune wurden im 19. Jahrhundert gebaut. Hier hat heute die Evangelisch-Lutherische Kirchengemeinde der Kirche Zarrentin ihren Sitz.